# Sphedanus banna
Sphedanus banna là một loài nhện trong họ Pisauridae. Chúng được miêu tả năm 2004 bởi Zhang Jun-xia, Zhu Ming-sheng & Song Da-xiang.